# Cockermouth
Cockermouth è un paese di 7 787 abitanti della contea del Cumbria, in Inghilterra. Città natale del famoso poeta inglese William Wordsworth.

## Amministrazione

### Gemellaggi
- Marvejols, Francia